# PWL
PWL (een afkorting voor Pete Waterman Ltd.) is een muziekproductiemaatschappij en ooit platenlabel van platenbons Pete Waterman. Het label PWL verwierf grote bekendheid met het uitbrengen van de muziek van het muziekproducententrio Stock, Aitken & Waterman.
PWL werd in 1987 opgericht nadat het bovengenoemde trio vele hits had geschreven en geproduceerd voor andere platenmaatschappijen. Bekende artiesten uit de stal van PWL zijn onder andere: Kylie Minogue, Jason Donovan, Rick Astley, Bananarama en Tina Cousins.